# Tommy Lynn Sells
Tommy Lynn Sells (28 de junio de 1964 - 3 de abril de 2014) fue un asesino en serie estadounidense, culpable de más de 70 asesinatos en varios estados, especialmente de adolescentes.

## Primeros años
Sells y su hermana melliza, Tammy Jean, contrajeron meningitis cuando tenían 18 meses de edad. Mientras Sells sufría de fiebres altas, su hermana falleció de una inflamación. Poco después, Sells fue enviado a vivir con su tía Bonnie Woodall en Holcomb (Misuri). Vivió con Woodall hasta los cinco años de edad. 
Cuando Sells tenía ocho años empezó a pasar tiempo con un hombre llamado Willis Clark, un hombre de una ciudad vecina. Clark más tarde sería sospechoso de abuso infantil.
Sells comenzó a viajar con el fin de encontrar trabajo. Debido a que no tenía hogar en ese tiempo, vivía en las calles de vagabundo, abordaba trenes y en algún momento robó un auto. Tuvo varios trabajos, principalmente domésticos.

## Asesinatos
Sells afirmó que había cometido su primer asesinato a los 16 años. 
Mientras trabajaba en la feria de Forsyth (Misuri) durante el verano de 1985 Sells conoció a una mujer de 29 años, Ena Cordt. Según Sells, Cordt lo invitó a su casa, donde tuvieron relaciones sexuales consentidas. Los cuerpos de Cordt y el de su hijo de 4 años fueron encontrados 3 días después. 
En 1997, Joel Kirkpatrick, de 10 años, hijo de Julie Rea Harper, fue asesinado. Su madre fue declarada culpable (algunos policías creen que ella también es culpable porque Sells admitía crímenes que no cometió), pero la condena fue revocada y su familia le dijo a la policía que Sells había entrado en su casa y matado a Kirkpatrick. Luego, en 2002, se descubrió que la escritora de novelas de crímenes Diane Fanning se escribía cartas con Sells. En una carta enviada a Fanning, Sells confesó haber asesinado a Kirkpatrick. El testimonio de Fanning ante el comité de revisión de prisioneros, de acuerdo con el Innocence Project, ayudó a Harper a obtener un nuevo juicio y en última instancia, una sentencia absolutoria.
Sells era también sospechoso de ser el autor de los siguientes delitos: 
- El asesinato de Suzanne Korcz en Nueva York durante mayo de 1987.
- En noviembre de 1987 el asesinato de la familia Dardeen en Illinois.
- Asesinato a un compañero de trabajo en Texas en abril de 1998.
- El asesinato de Katy Harris en Texas en 1999.[6]
- El asalto sexual y asesinato de un niño, Hailey McComb, en Lexington (Kentucky).[7]

## Detenciones y confesiones

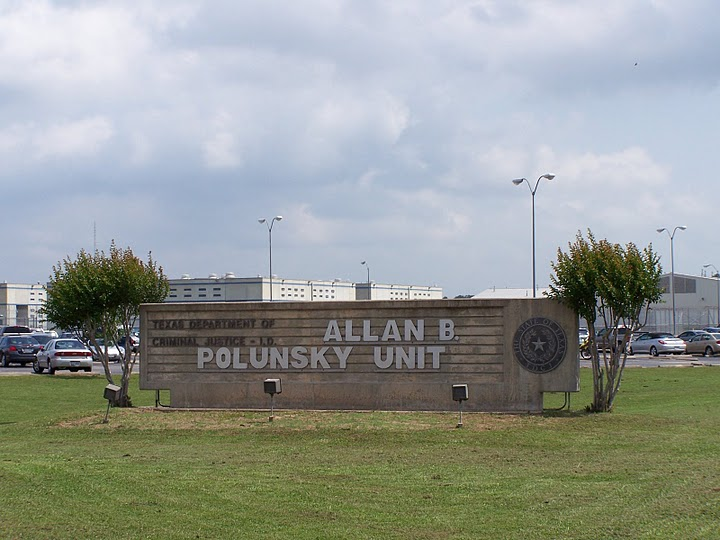
Unidad Allan B. Polunsky.

Sells afirmó haber matado a más de 70 personas en una entrevista con el psiquiatra forense de la Universidad de Columbia y experto en asesinos el Dr. Michael H. Stone, en el programa de TV de Discovery Channel, Índice de maldad. 
El 31 de diciembre de 1999, en la subdivisión Guajia Bay, al oeste de Del Río (Texas), Sells apuñaló 16 veces a Kaylene 'Katy' Harris, de 13 años de edad y le cortó la garganta a Krystal Surles, de 10 años. Surles sobrevivió al pedir ayuda a unos vecinos. Sells fue capturado gracias a la descripción de Surles que fue usada para realizar un identikit.
Tommy Lynn Sells estuvo en el corredor de la muerte en la Unidad Allan B. Polunsky, cerca de Livingston (Texas), hasta su ejecución en abril de 2014.

## Ejecución
El 3 de abril de 2014, Sells fue ejecutado por el homicidio de Kaylene Harris, de 13 años, en Del Río, Texas. La ejecución tomó lugar en la Penitenciaría Estatal de Texas en Huntsville. Cuando se le preguntó si quería decir unas últimas palabras, Sells respondió "no". 
Mientras que el letal veneno le era administrado, Sells tomo unas profundas respiraciones, cerró sus ojos y comenzó a roncar, en menos de un minuto, dejó de moverse. Sells fue declarado muerto a las 6:27 p. m. (CST) treinta minutos después de que la letal inyección de Pentobarbital le fuera suministrada.